# Heidwiller
Ne doit pas être confondu avec Heidweiler ou Heiwiller.
Heidwiller [aidvilɛʁ]  est une commune française de l'aire urbaine de Mulhouse, située dans la circonscription administrative du Haut-Rhin et, depuis le 1er janvier 2021, dans le territoire de la Collectivité européenne d'Alsace, en région Grand Est.
Cette commune se trouve dans la région historique et culturelle d'Alsace.
C'est un petit village du Sundgau (région naturelle du sud de l'Alsace).
Heidwiller apparaît en 1105 sous la dénomination Heytewilare, mais le village est cité dès 977.
Son nom a pour origine la combinaison du nom propre germanique Haido et du latin villare qui désigne une ferme.
Le village a une superficie de 448 hectares, il est situé à une altitude de 275 m.
Ses habitants sont appelés les Heidwillerois et les Heidwilleroises.

## Géographie
|               | Spechbach  | Illfurth   |
| Saint-Bernard | Heidwiller | Tagolsheim |
| Carspach      | Aspach     |            |

### Hydrographie

#### Réseau hydrographique
La commune est dans le bassin versant du Rhin au sein du bassin Rhin-Meuse. Elle est drainée par le canal du Rhône au Rhin, la Largue, le Krebsbach, le Graebelgraben et le ruisseau Rohrgraben,,.
Le canal du Rhône au Rhin est un canal français qui relie la Saône, affluent navigable du Rhône, au Rhin, par la vallée du Doubs et son prolongement en Haute Alsace jusqu'à Niffer sur le Rhin, un autre prolongement rejoignant Strasbourg par la canalisation de l'Ill. 
La Largue, d'une longueur de 51 km, prend sa source dans la commune de Oberlarg et se jette  dans l'Ill à Illfurth, après avoir traversé 28 communes. Les caractéristiques hydrologiques de la Largue sont données par la station hydrologique située sur la commune de Spechbach. Le débit moyen mensuel est de 2,51 m3/s. Le débit moyen journalier maximum est de 70,6 m3/s, atteint lors de la crue du 9 août 2007. Le débit instantané maximal est quant à lui de 150 m3/s, atteint le même jour.

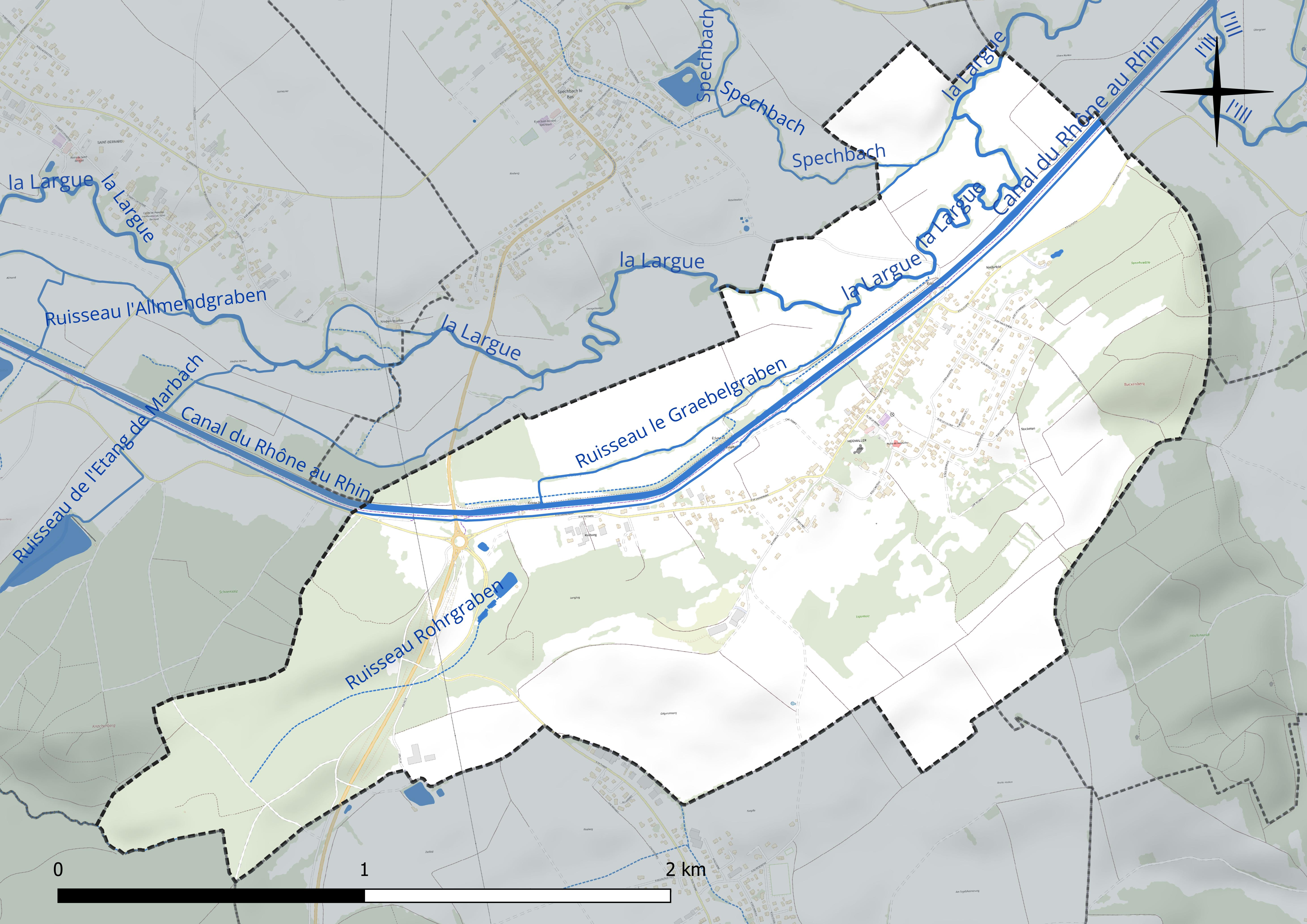
Réseau hydrographique de Heidwiller.

Le Krebsbach, d'une longueur de 15 km, prend sa source dans la commune de Soppe-le-Bas et se jette  dans la Largue sur la commune, après avoir traversé sept communes. 

#### Gestion et qualité des eaux
Le territoire communal est couvert par le schéma d'aménagement et de gestion des eaux (SAGE) « Largue ». Ce document de planification concerne le bassin versant de la Largue et une zone située à l'ouest du périmètre (la région de Montreux). Ce territoire s'étend sur 385 km2. Le périmètre a été arrêté le 4 mars 1996 et le SAGE proprement dit a été approuvé le 24 septembre 1999 puis révisé le 17 mai 2016. La structure porteuse de l'élaboration et de la mise en œuvre est le Syndicat mixte pour l'aménagement et la renaturation du bassin versant de la Largue et du secteur de Montreux, qui a évolué en Epage le 1er janvier 2018, sous le nom de Epage Largue. 
La qualité des cours d’eau peut être consultée sur un site dédié géré par les agences de l’eau et l’Agence française pour la biodiversité. 

### Climat
Pour des articles plus généraux, voir Climat du Grand Est et Climat du Haut-Rhin.
En 2010, le climat de la commune est de type climat des marges montargnardes, selon une étude du Centre national de la recherche scientifique s'appuyant sur une série de données couvrant la période 1971-2000. En 2020, Météo-France publie une typologie des climats de la France métropolitaine dans laquelle la commune est exposée à un climat semi-continental et est dans la région climatique  Vosges, caractérisée par une pluviométrie très élevée (1 500 à 2 000 mm/an) en toutes saisons et un hiver rude (moins de 1 °C). 
Pour la période 1971-2000, la température annuelle moyenne est de 10,1 °C, avec une amplitude thermique annuelle de 17,7 °C. Le cumul annuel moyen de précipitations est de 688 mm, avec 9,5 jours de précipitations en janvier et 9,4 jours en juillet. Pour la période 1991-2020, la température moyenne annuelle observée sur la station météorologique de Météo-France la plus proche, « Carspach », sur la commune de Carspach à 6 km à vol d'oiseau, est de 11,0 °C et le cumul annuel moyen de précipitations est de 827,7 mm. 
La température maximale relevée sur cette station est de 38,1 °C, atteinte le 4 août 2022 ; la température minimale est de −17,7 °C, atteinte le 5 février 2012,,. 
Les paramètres climatiques de la commune ont été estimés pour le milieu du siècle (2041-2070) selon différents scénarios d'émission de gaz à effet de serre à partir des nouvelles projections climatiques de référence DRIAS-2020. Ils sont consultables sur un site dédié publié par Météo-France en novembre 2022.

## Urbanisme

### Typologie
Au 1er janvier 2024, Heidwiller est catégorisée bourg rural, selon la nouvelle grille communale de densité à sept niveaux définie par l'Insee en 2022.
Elle est située hors unité urbaine. Par ailleurs la commune fait partie de l'aire d'attraction de Mulhouse, dont elle est une commune de la couronne,. Cette aire, qui regroupe 132 communes, est catégorisée dans les aires de 200 000 à moins de 700 000 habitants,.

### Occupation des sols
L'occupation des sols de la commune, telle qu'elle ressort de la base de données européenne d’occupation biophysique des sols Corine Land Cover (CLC), est marquée par l'importance des territoires agricoles (65,4 % en 2018), en diminution par rapport à 1990 (66,3 %). La répartition détaillée en 2018 est la suivante : 
forêts (26,9 %), terres arables (22 %), prairies (21,9 %), zones agricoles hétérogènes (21,5 %), zones urbanisées (7,6 %). L'évolution de l’occupation des sols de la commune et de ses infrastructures peut être observée sur les différentes représentations cartographiques du territoire : la carte de Cassini (XVIIIe siècle), la carte d'état-major (1820-1866) et les cartes ou photos aériennes de l'IGN pour la période actuelle (1950 à aujourd'hui).

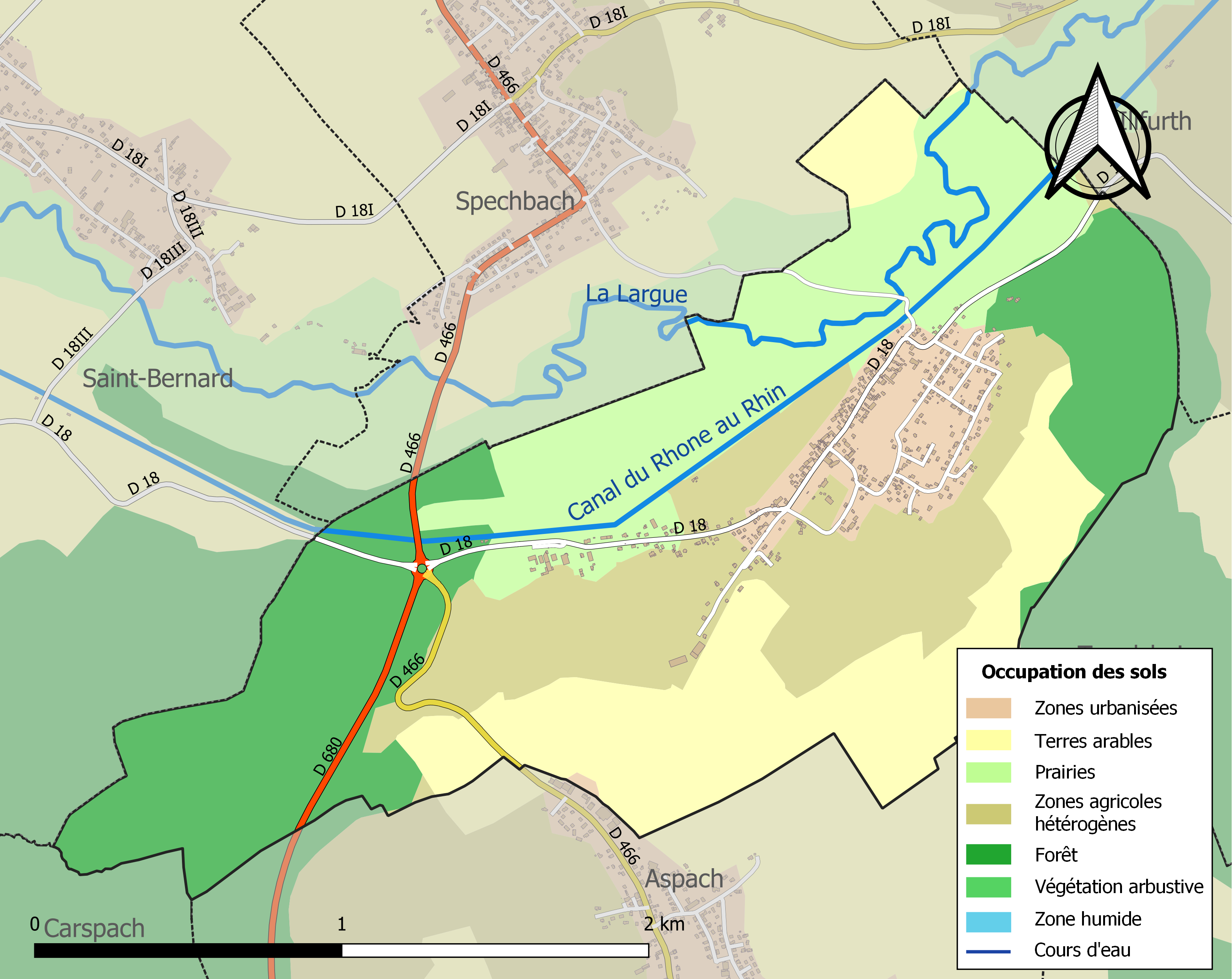
Carte des infrastructures et de l'occupation des sols de la commune en 2018 (CLC).

## Histoire
Probablement fondé en 977 par les Mérovingiens, le village est la propriété des comtes de Ferrette jusqu'en 1324, où il est contrôlé par la maison de Habsbourg jusqu'en 1789 (Révolution française).
La forêt de Schoenholz, où le Schoenholz, haut lieu de combats durant la Première Guerre mondiale est située en partie sur la commune d'Heidwiller,.
La commune a été décorée le 17 mars 1922 de la croix de guerre 1914-1918.

### Héraldique
| Blason de Heidwiller | Blason  | D'or au lion à la queue fourchue de gueules, lampassé de même, la tête et le col d'azur, en abîme un écu de cinq points d'argent équipolés à quatre de gueules.                                                |
| Blason de Heidwiller | Détails | Créé en 1977, le blason de Heidwiller est composé de 2 parties : - l'équipolé représente la famille de Morimont ; - le lion représente la famille de Reinach. Le statut officiel du blason reste à déterminer. |

## Politique et administration

### Liste des maires

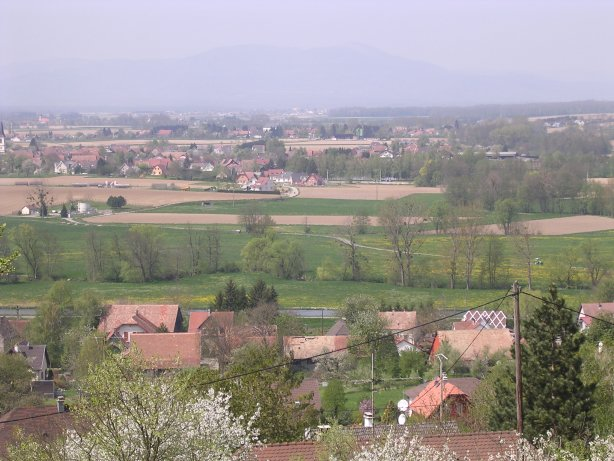
Heidwiller vue de la colline.

| Période                                  | Période                   | Identité                                      | Étiquette | Qualité                                |
| ---------------------------------------- | ------------------------- | --------------------------------------------- | --------- | -------------------------------------- |
| 1965                                     | 1977                      | Theodore Ley                                  |           |                                        |
| 1977                                     | 1983                      | Clément Hartmann                              |           |                                        |
| 1983                                     | 2001                      | Gérard Goerig                                 |           |                                        |
| 2001                                     | 2014                      | Jean Ley                                      |           | Conducteur d'opérations                |
| 2014                                     | En cours (au 31 mai 2020) | Gilles Fremiot Réélu pour le mandat 2020-2026 |           | Président de la Communauté de communes |
| Les données manquantes sont à compléter. |                           |                                               |           |                                        |

### Budget et fiscalité 2015
En 2015, le budget de la commune était constitué ainsi :
- total des produits de fonctionnement : 455 000 €, soit 731 € par habitant ;
- total des charges de fonctionnement : 342 000 €, soit 549 € par habitant ;
- total des ressources d'investissement : 277 000 €, soit 446 € par habitant ;
- total des emplois d'investissement : 207 000 €, soit 333 € par habitant ;
- endettement : 282 000 €, soit 454 € par habitant.

Avec les taux de fiscalité suivants :
- taxe d'habitation : 18,00 % ;
- taxe foncière sur les propriétés bâties : 12,36 % ;
- taxe foncière sur les propriétés non bâties : 66,35 % ;
- taxe additionnelle à la taxe foncière sur les propriétés non bâties : 50,60 % ;
- cotisation foncière des entreprises : 17,31 %.

## Démographie
L'évolution du nombre d'habitants est connue à travers les recensements de la population effectués dans la commune depuis 1793. Pour les communes de moins de 10 000 habitants, une enquête de recensement portant sur toute la population est réalisée tous les cinq ans, les populations de référence des années intermédiaires étant quant à elles estimées par interpolation ou extrapolation. Pour la commune, le premier recensement exhaustif entrant dans le cadre du nouveau dispositif a été réalisé en 2008.

En 2022, la commune comptait 656 habitants, en évolution de +7,89 % par rapport à 2016 (Haut-Rhin : +0,66 %, France hors Mayotte : +2,11 %).
| 1793 | 1800 | 1806 | 1821 | 1831 | 1836 | 1841 | 1846 | 1851 |
| ---- | ---- | ---- | ---- | ---- | ---- | ---- | ---- | ---- |
| 266  | 284  | 328  | 362  | 449  | 452  | 436  | 473  | 480  |

| 1856 | 1861 | 1866 | 1871 | 1875 | 1880 | 1885 | 1890 | 1895 |
| ---- | ---- | ---- | ---- | ---- | ---- | ---- | ---- | ---- |
| 412  | 383  | 367  | 361  | 352  | 364  | 399  | 399  | 359  |

| 1900 | 1905 | 1910 | 1921 | 1926 | 1931 | 1936 | 1946 | 1954 |
| ---- | ---- | ---- | ---- | ---- | ---- | ---- | ---- | ---- |
| 368  | 343  | 363  | 279  | 319  | 297  | 282  | 277  | 300  |

| 1962 | 1968 | 1975 | 1982 | 1990 | 1999 | 2006 | 2008 | 2013 |
| ---- | ---- | ---- | ---- | ---- | ---- | ---- | ---- | ---- |
| 309  | 321  | 426  | 493  | 531  | 601  | 619  | 624  | 586  |

| 2018 | 2022 | - | - | - | - | - | - | - |
| ---- | ---- | - | - | - | - | - | - | - |
| 641  | 656  | - | - | - | - | - | - | - |

## Lieux et monuments

### Lechâteau de Heidwiller

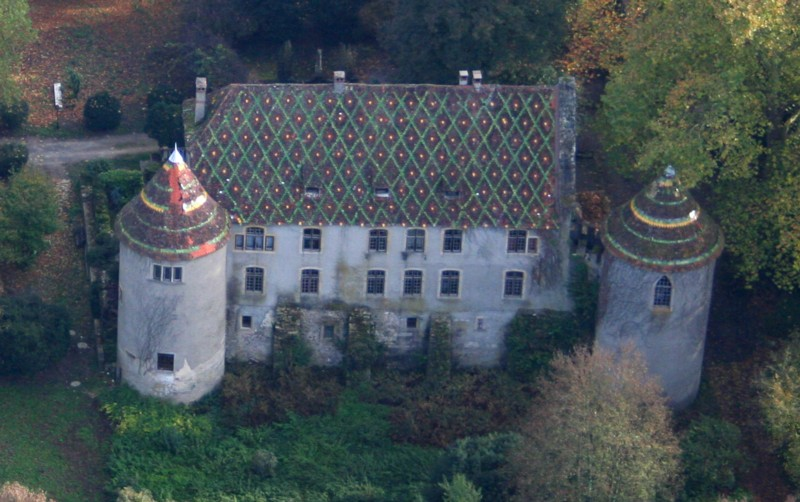
Château à Heidwiller.

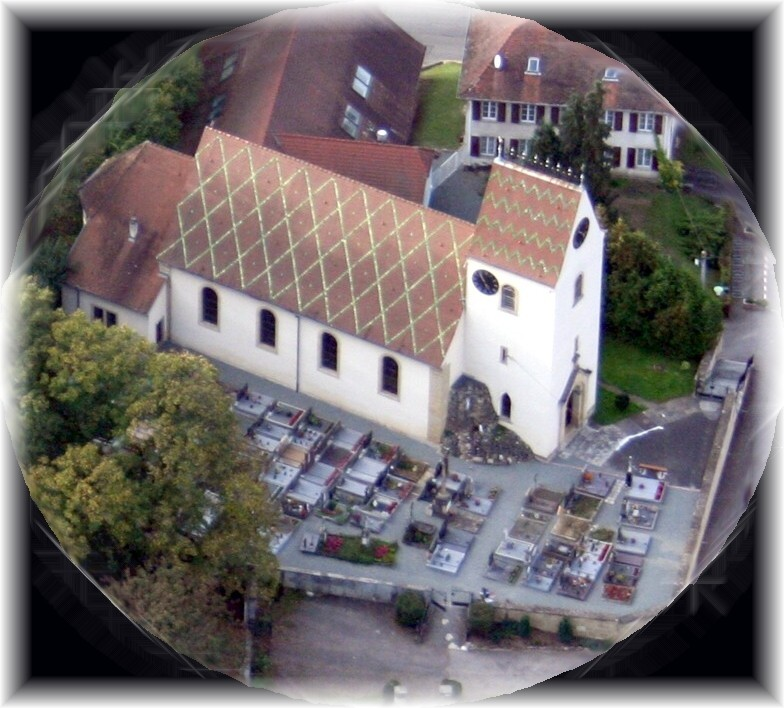
L'église à Heidwiller.

- 1105 : l'existence d'un seigneur de Heidwiller est mentionné pour la première fois.
- 1367 : le château passe par mariage aux mains des Waldner de Freundstein.
- 1412 : le château devient la propriété de la famille de Morimont.
- 1486 : le château est racheté par la famille de Reinach.
- 1789 : le château est volé à la famille de Reinach.

Le château de Heidwiller, est reconstruit entre le XIVe siècle et le XVIe siècle, après sa destruction partielle par le séisme de 1356 à Bâle.
En 1789, il est reconverti en prison par les révolutionnaires, il deviendra par la suite distillerie et école.

### L'église de Heidwiller
La construction de l'église initiale remonte au XIVe siècle, mais elle fut détruite puis reconstruite plusieurs fois.

Son orgue,.

### Autre patrimoine et lieux de mémoire
- Fontaine de 1604[35].
- Ancienne usine, actuellement immeuble[36].
- Monument aux morts[37].
- Canal du Rhin au Rhône (maisons éclusières)

## Personnalités liées à la commune
Jean d'Aulan, pilote et grand résistant, tué en combat aérien sur le territoire de la commune (lieudit : Tagolsheimer Holz) le 8 octobre 1944.